# 캠퍼스 대소동
《캠퍼스 대소동》(PCU)은 미국에서 제작된 하트 보크너 감독의 1994년 영화이다. 제레미 피번 등이 주연으로 출연하였고 폴 쉬프 등이 제작에 참여하였다.

## 출연

### 주연
- 제레미 피번
- 크리스 영
- 메간 워드

### 조연
- 존 파브로
- 알렉스 디저트
- 게일 메이론
- 대린 헤머스
- 맷 로스
- 스티비 파스코스키
- 조디 라시코트
- 사라 트리거
- 비베카 데이비스
- 매디 코먼
- 데이빗 스페이드
- 토머스 밋첼
- 케빈 주빈빌
- 제이크 부시

## 기타
- 미술: 스티븐 J. 조던
- 의상: 메리 조프레즈